# Тузлов
Тузло́в (в верховье Левый Тузлов; от тюрк. tuz — «соль») — река в Ростовской области России, участок у истока находится в Луганской области. Устье реки находится в 36 км по правому берегу реки Аксай (рукав Дона). В устье расположен город Новочеркасск.
Длина реки — 182 км, площадь водосборного бассейна — 4680 км².

## География

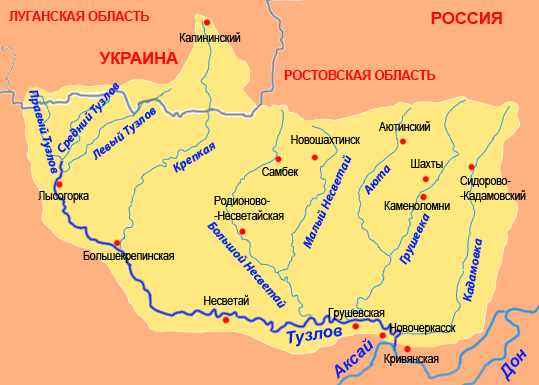
Бассейн Тузлова

Берёт начало на южном склоне Донецкого кряжа на высоте около 200 м под именем Левый Тузлов на территории Свердловского района Луганской области Украины. Протекает по территории Украины на протяжении 10 км, в том числе 4 км по границе России с Украиной, остальное течение — в Ростовской области России.
После принятия притока Средний Тузлов правый берег высок и обрывист, левый — пологий; русло суженное. Скорости течения здесь довольно велики. Около села Карпо-Николаевка река поворачивает на восток и долина значительно расширяется, образуя широкое займище. Русло реки становится извилистым, значительно увеличивает свою длину, почти на 30—40 км против прямой линии, образуя ряд петель. Высота устья — 0,7 м над уровнем моря.
Протекает по равнинной местности, скорость течения не превышает 1 м/с. Русло извилистое, меандрового типа.

## Водный режим
Питание в основном снеговое. Объём речного стока формируется за счёт снегового, дождевого и подземного питания. Половодье в марте — апреле. Летом в верховьях местами пересыхает. Среднегодовой расход воды в 60 км от устья — 2,1 м³/с, максимальный — 415 м³/с, минимальный — 0,19 м³/с.

## История
Тузлов так описывается в ЭСБЕ:

Тузлов — река Донской области, берёт начало в Таганрогском округе, по которому и течёт в юго-восточном направлении, затем поворачивает на Восток — по северной границе Ростовского, пересекает Черкасский округ и впадает в Дон с правой стороны у города Новочеркасска. Длина 104 версты, несудоходна. Из притоков замечательна река Грушевка (месторождение антрацита).

## Притоки
(км от устья)
- 2 км: Кадамовка — (л)
- 30 км: Грушевка — (л)
- 44 км: Большой Несветай — (л)
- 72 км: Сухой Несветай — (л)
- 101 км: Бирючья — (л)
- 112 км: Крепкая — (л)
- 125 км: Салантырь — (л)
- 146 км: Средний Тузлов — (п)

## Флора и фауна
За время исследований в 2015—2016 гг. в реке было отмечено 38 таксонов зоопланктона, из них 28 видов и форм Rotifera (74 %), 5 — Copepoda (13 %) и 5 — Cladocera (13 %).
По данным многолетних наблюдений Аксайской районной рыбной инспекции, в бассейн реки Тузлов через протоку Аксай ежегодно весной для нереста заходят производители рыбца, шемаи, судака, леща, сазана, щуки, причём количество заходящих из года в год рыб колеблется очень значительно, а интенсивность нерестового хода зависит от водности года. Проведёнными исследованиями выявлено, что молодь многих видов рыб в нижнем и среднем течении реки в значительной мере использует зоопланктон для нагула непосредственно до ската в реку Дон и Азовское море.

## Населённые пункты
(от истока к устью)
- село Верхнетузлово
- слобода Алексеево-Тузловка
- Тимский хутор
- хутор Нагорно-Тузловка
- хутор Мезенцев
- хутор Филинский
- хутор Власово-Буртовка
- хутор Денисово-Алексеевка
- хутор Денисово-Николаевка
- хутор Русско-Лютино
- хутор Крутой Яр
- хутор Кринично-Лугский
- село Лысогорка
- хутор Крюково
- село Каршенно-Анненка
- село Греково-Ульяновка
- хутор Новая Украина
- хутор Почтовый Яр
- Большекрепинская слобода
- село Чистополье
- хутор Савченко
- слобода Петровка
- село Карпо-Николаевка
- Стоянов хутор
- Генеральское село
- село Несветай
- Элитный посёлок
- хутор Октябрьский
- Огородный посёлок
- хутор Каменный Брод
- хутор Камышеваха
- Грушевская станица
- Новочеркасск
- Кривянская станица